# 회장

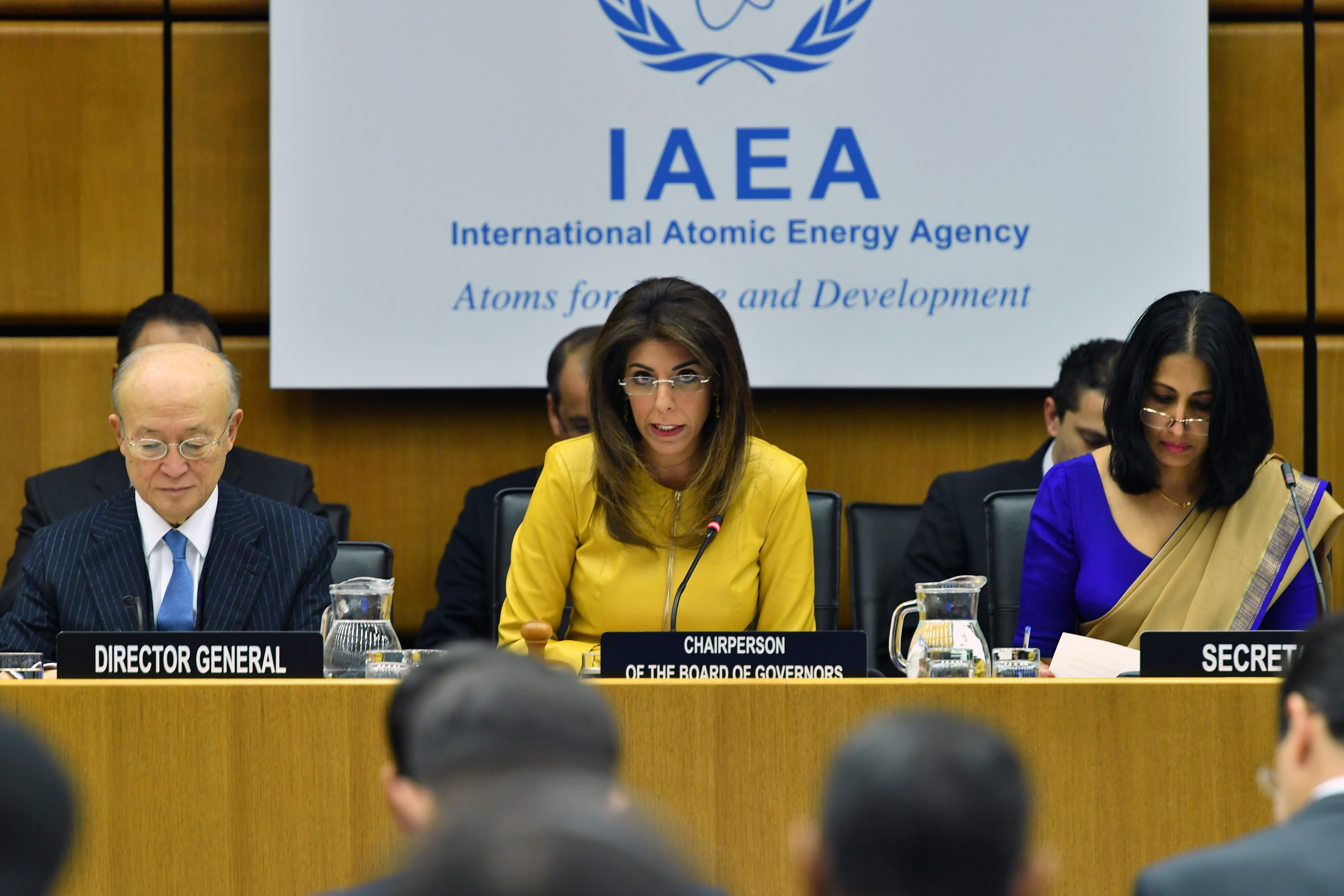

회장(會長)은 기업의 최고직위이다. 기업의 수장이라는 뜻이다.

## 같이 보기
- 총수
- 정치인
- 이사장
- CEO